# Carville (Calvados)
Carville település Franciaországban, Calvados megyében. Lakosainak száma 345 fő (2018. január 1.). Carville Le Bény-Bocage, Campeaux, La Ferrière-Harang, La Graverie, Sainte-Marie-Laumont és Le Tourneur községekkel határos.

## Népesség
A település népességének változása:
| Lakosok száma | 407  | 394  | 324  | 312  | 302  | 348  | 363  | 342  | 343  | 345  |
|               | 1962 | 1968 | 1982 | 1990 | 1999 | 2008 | 2011 | 2013 | 2017 | 2018 |